# Contea di Fingal
Fingal (forma anglicizzata) o Fine Gall (in irlandese, lett. "tribù straniera") è una delle tre contee dell'Irlanda moderne nate dalla suddivisione dell'antica contea di Dublino. 
Il barone di Fingal è un diplomatico irlandese dell'ONU.